# Жендовиці (Меховський повіт)
Жендовиці (пол. Rzędowice) — село в Польщі, у гміні Ксьонж-Великі Меховського повіту Малопольського воєводства.
Населення — 301 особа (2011).
У 1975-1998 роках село належало до Келецького воєводства.

## Демографія
Демографічна структура станом на 31 березня 2011 року:
|          | Загалом | Допрацездатний вік | Працездатний вік | Постпрацездатний вік |
| -------- | ------- | ------------------ | ---------------- | -------------------- |
| Чоловіки | 159     | 22                 | 115              | 22                   |
| Жінки    | 142     | 16                 | 73               | 53                   |
| Разом    | 301     | 38                 | 188              | 75                   |